# 배천 조씨
배천 조씨(白川趙氏)는 황해남도 배천군을 본관으로 하는 한국의 성씨이다. 배천(白川)은 황해도에 위치하는 지명으로, 지명 이름이 배천인 관계로 한자는 백천(白川)이라 쓰나 읽기를 배천(白川)이라 읽는다.
시조 조지린(趙之遴)이 고려 목종(穆宗) 때 이부시랑 지은대사(吏部侍郞 知銀臺事)로 임명되었고, 1011년(현종 2년)에 상서좌복야(尙書左僕射)·참지정사(叅知政事)에 이르렀다.

## 역사
《고려사》에 의하면 시조 조지린(趙之遴)은 백주(白州)의 은천현(銀川縣) 출신으로 고려 목종(穆宗) 때 이부시랑 지은대사(吏部侍郞 知銀臺事)로 임명되었고, 1011년(현종 2년)에 상서좌복야(尙書左僕射)·참지정사(叅知政事)에 이르렀다. 시호는 공화(恭華)이다.
20세기 편찬된 증보문헌비고에 의하면 시조 조지린은 송 태조 조광윤(趙匡胤)의 적장자인 조덕소의 셋째 아들로 979년 황실의 난을 피해 고려에 와서 정착했다고 한다. 그러나 신천 강씨 족보에는 후고구려 태봉 장군 강선힐의 부인이 배천 조씨라 기록되어 있고, 《고려사》에서도 조지린이 송 황족이라는 기록이 없이 백주(白州)의 은천현(銀川縣) 사람이라고만 되어 있다. 조지린은 《송사》에서도 언급되는데, 황족이라는 기록은 일절 없고 함평(咸平) 3년(1000년) 아장(牙將) 주인소(朱仁紹)를 시켜 등주(登州)를 살펴보게 하였다는 기록이 전부다. 그러므로 고려시대 이전에도 배천 조씨가 있었던 것인지, 아니면 후대에 쓰인 배천 조씨 족보나 신천 강씨 족보가 윤색된 것인지 논란의 여지가 있다.
고려시대에 평장사를 지낸 조중장(趙仲璋)을 비롯하여 대제학을 지낸 조옥(趙玉), 병부상서를 지낸 조문주(趙文胄), 문하시중의 조진(趙珍), 대장군의 조천주(趙天柱), 검교시중(檢校侍中)의 조선(趙瑄) 등 많은 관료를 배출하였다. 특히 참찬문하부사를 지낸 조반(趙胖)에 이르러서는 더 번영하였다고 한다.

## 인물
- 조기(趙琦, ? ~1395년) : 고려 말 군졸로 시작하여 판도판서(版圖判書)에 이르렀다. 이성계를 추대하여 조선 개국공신 2등에 올라 보조공신(補祚功臣)의 호를 받고 동지중추원사·의흥친군위동지절제사(義興親軍衛同知節制使)가 되었으며, 은천군(銀川君)에 봉군되었다. 시호는 충의(忠毅).
- 조반(趙胖, 1341년 ~ 1401년) : 찬성사 양백연(楊伯淵)의 외손자다. 12세에 아버지를 따라 북경(北京)에 가서 몽골어를 배웠고, 원나라 중서성역사(中書省譯史)가 되었다. 조선 개국공신 2등에 책록되고 복흥군(復興君)에 봉해졌다. 여러번 명나라에 다녀왔고, 1395년 판중추원사에 제수되었다가 상의문하부사(商議門下府事)를 거쳐 참찬문하부사(參贊門下府事)에 이르렀다. 시호는 숙위(肅魏).
- 조림(趙琳, ? ~ 1408년) : 고려말 문과에 급제하고 은천군(銀川君)에 봉해졌다. 1386년(우왕 12) 한양도원수 겸 한양부윤이 되었고, 1388년 밀직사사로서 명나라에 다녀왔다. 조선 개국원종공신이 되었고, 1394년 지문하부사(知門下府事)가 되어 성절사(聖節使)로 명나라에 다녀왔다. 1395년 찬성문하부사(贊成門下府事)가 되어 과전(科田)을 과다하게 받은 죄로 파직되었다가 사후 복직되었다. 시호는 강소(康昭).
- 조헌(趙憲, 1544 ~ 1592년) : 1567년 식년문과에 병과로 급제하고, 정주목 교수를 거쳐 통진현감, 보은현감, 전라도 도사를 지냈다. 1591년 일본의 도요토미가 명나라를 치기위해 길을 열어줄것을 요청했을 때 사신을 참수하라고 왕에게 상소했다. 1592년 임진왜란이 일어나자 이우 김경백, 전승업 등과 함께 옥천에서 의병을 일으켜 1600여명을 규합하여 의병장이 되고, 승병과 합세하여 청주성을 수복하였으나 전라도로 진격하는 왜군에 맞서 금산 전투에 참가하여 의병들과 함께 싸우다 장렬하게 전사했다. 제자들이 시신을 한데모아 묻고 "700의총"이라 했다. 그는 율곡 이이의 제자 중 가장 뛰어난 학자의 한사람으로서 이이의 학문을 계승 발전시킨 유학자이다.
- 조정호(趙廷虎) : 1612년 식년문과에 을과로 급제, 정자(正字)를 거쳐 찰방(察訪), 저작(著作), 전적(典籍) 등을 지내다가 병조판서에 이르렀고, 조석윤(趙錫胤)은 1626년 별시문과에 병과로 급제, 이조정랑, 승지 등을 지낸 뒤 대제학으로 "인조실록"의 편찬에 참여하였다.
- 조희연(1983 ~ ): 1998년 제13회 방콕 아시안게임 수영 여자 접영 200m 금메달, 여자 혼계영 400m 동메달, 여자 200m 개인혼영 동메달

## 조선 왕실과의 인척 관계
- 원천군(세종의 친조카) 정비 군부인 배천 조씨

## 분파
- 평숙공파
- 문정공파(文貞公派)
- 복흥부원군파(復興府院君派)
- 은천군파(銀川君派)
- 판윤공파
- 숙위공파
- 문효공파
- 임사공원립파
- 억파
- 휴재공파
- 유후공파
- 경렬공파

## 집성촌
- 경기도 김포시 고촌읍 풍곡리
- 경기도 여주시 가남읍 금당리
- 인천광역시 강화군 양사면 교산리
- 충청남도 청양군 운곡면 영양리
- 충청남도 청양군 화성면 광평리
- 황해도 연백군 도촌면 마천리
- 황해도 연백군 금산면 예의리
- 평안남도 룡강군 대대면 화조리
- 인천광역시 계양구 서운동
- 강원도 원주시 흥양로

## 항렬자
- 31세손~45세손의 윗글자는 본항렬, 아랫글자는 예비항렬. 46세~50세는 예비항렬이 정해지지 않음.

| 26세       | 27세     | 28세     | 29세       | 30세     | 31세          | 32세              | 33세          | 34세              | 35세          | 36세              | 37세          | 38세              | 39세          | 40세              | 41세          | 42세              | 43세          | 44세              | 45세          | 46세     | 47세   | 48세     | 49세   | 50세     |
| ---------- | -------- | -------- | ---------- | -------- | ------------- | ----------------- | ------------- | ----------------- | ------------- | ----------------- | ------------- | ----------------- | ------------- | ----------------- | ------------- | ----------------- | ------------- | ----------------- | ------------- | -------- | ------ | -------- | ------ | -------- |
| 金변(외자) | 口원(源) | 口근(根) | 火변(외자) | 口증(增) | 종(鍾) 용(鏞) | 口준(濬) 口영(永) | 휘(彙) 동(東) | 口환(煥) 口렬(烈) | 재(在) 재(載) | 口진(鎭) 口현(鉉) | 호(浩) 순(淳) | 口상(相) 口식(植) | 병(炳) 경(烱) | 口배(培) 口규(圭) | 석(錫) 선(善) | 口연(淵) 口구(求) | 모(模) 표(杓) | 口찬(燦) 口걸(杰) | 균(均) 길(吉) | 口호(鎬) | 락(洛) | 口영(榮) | 형(炯) | 口채(埰) |

## 족보
- 병신보 : 1716년(숙종 42년)
- 기묘보 : 1759년(영조 35년)
- 병자보 : 1780년(정조 4년)
- 갑자보 : 1804년(순조 4년)
- 경술보 : 1850년(철종 1년)
- 경진보 : 1880년(고종 17년)
- 계묘보 : 1903년(광무 7년)
- 계해보 : 1923년
- 정유보 : 1957년
- 무오보 : 1978년
- 갑술보 : 1997년 12. 16. 국내최초로 족보를 CD-ROM으로 제작했다.

## 본관
- 황해도 배천군

## 같이 보기
- 임천 조씨